# Sektion Roth des Deutschen Alpenvereins

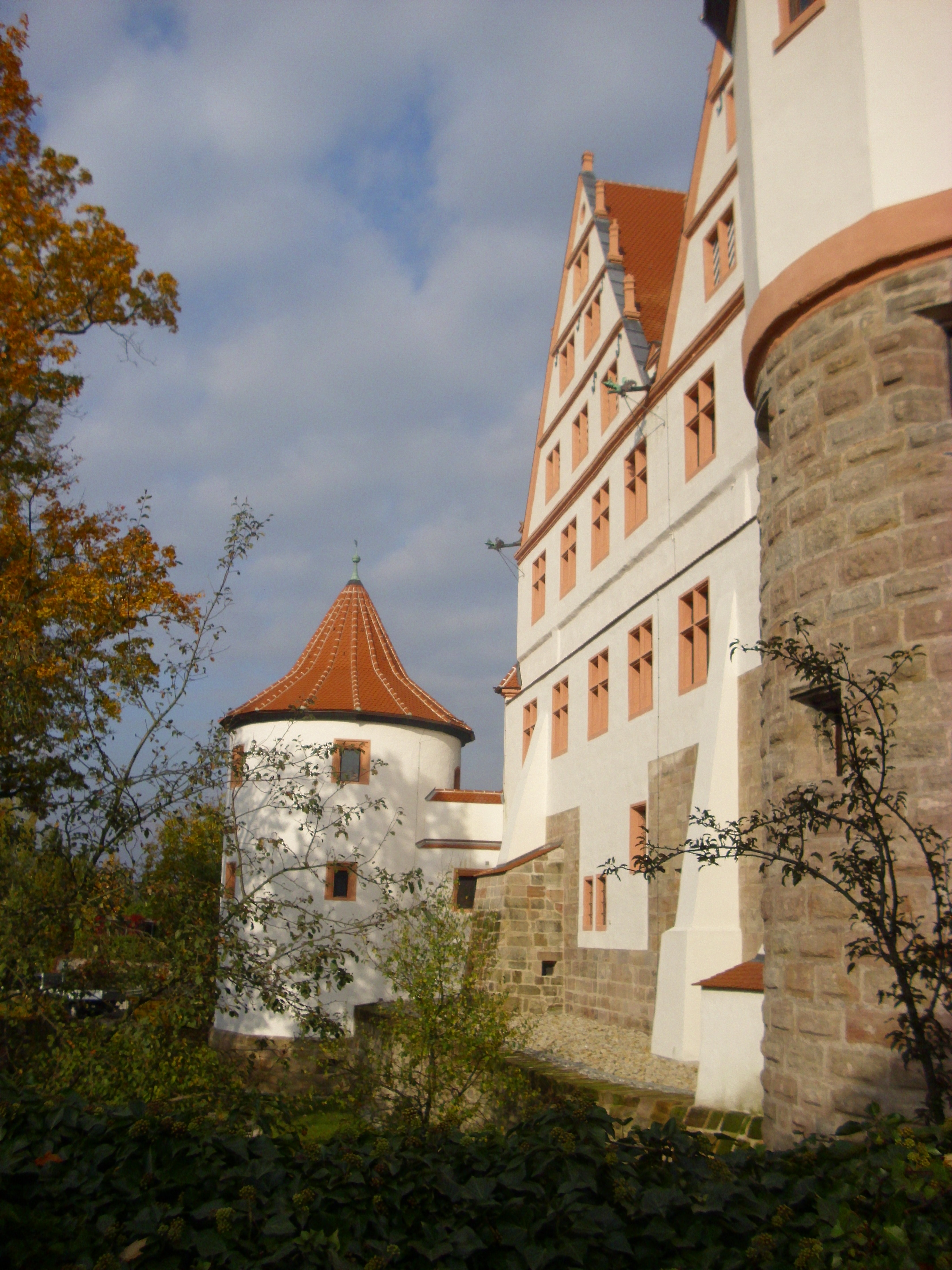
Schloss Ratibor mit DAV-Turm

Die Sektion Roth des Deutschen Alpenvereins (D.A.V.) e. V. (kurz DAV Roth) ist eine Sektion des Deutschen Alpenvereins in Roth. Der DAV Roth ist eine der jüngeren und mit 1.251 Mitgliedern (Stand: 31. Dezember 2024) eine der kleineren Sektionen des Deutschen Alpenvereins und nach der TSG 08 Roth e.V. mit knapp 3000 Mitgliedern der zweitgrößte Verein der Stadt Roth.

## Geschichte
Die Sektion Roth wurde am 23. Mai 1952 als Ortsgruppe der Sektion Nürnberg in Roth von Fritz Bechtold gegründet. Im Juli 1975 stimmte der Stadtrat dem Antrag der Ortsgruppe auf Benutzung des nordwestlichen Turms von Schloss Ratibor als Vereinsheim zu. Der Turm und die Außenanlagen wurden dann von 1975 bis 1978 in rund 2700 Arbeitsstunden durch die Vereinsmitglieder gesäubert und renoviert. Im August 1977 fand die erste Beiratssitzung im fast fertig sanierten „DAV-Turm“ statt. Anlässlich des 25-jährigen Bestehens der DAV-Ortsgruppe Roth fand Ende Oktober 1977 in der Stadthalle Roth ein „Südtiroler Abend“ mit Tanz und Tombola statt. Im Rahmen dieses Jubiläums wurde der DAV-Turm seiner offiziellen Bestimmung übergeben und mit einem „Tag der offenen Tür“ vorgestellt.
1992 feierte die Ortsgruppe Roth ihr 40-jähriges Bestehen in der Kulturfabrik Roth. Im März 1994 stimmte die überwältigende Mehrheit der Vereinsmitglieder für eine Abtrennung von der Sektion Nürnberg und für die Gründung einer eigenen Sektion Roth. Die Gründung der Sektion Roth, die damals rund 500 Mitglieder zählte, erfolgte am 18. November 1994 im Rahmen einer außerordentlichen Mitgliederversammlung.
Der Deutsche Alpenverein Sektion Roth feierte 2017 ein Doppeljubiläum: 65 Jahre DAV Roth und 40 Jahre DAV-Turm im Schloss Ratibor. Dort fand auch die Feierstunde des Doppeljubiläums statt. Die Bücherei der Sektion Roth befindet sich ebenfalls im DAV-Turm und bietet eine große Auswahl an Karten und Führern.

## Sektionsvorsitzende
Eine chronologische Übersicht über alle Präsidenten der Sektion seit Gründung.
| Amtszeit             | Präsident           | Anmerkung             |
| -------------------- | ------------------- | --------------------- |
| 1952–1961            | Fritz Bechtold      |                       |
| 1961–1967            | Heinz Kühnel        |                       |
| 1967–1986            | Georg Wallaschek    |                       |
| 1986–1991            | Josef (Sepp) Ritter |                       |
| 1991–1994            | Richard Droglauer   | Leiter der Ortsgruppe |
| 1994–mindestens 2002 | Richard Droglauer   | Gründungsvorsitzender |
| aktuell              | Florian Tauber      |                       |

## Mitglieder
| Jahr | Mitglieder |
| ---- | ---------- |
| 1965 | .0065      |
| 1968 | .0040      |
| 1973 | .0200      |
| 1984 | .0400      |
| 1994 | .0500      |
| 2018 | 1.127      |
| 2020 | 1.167      |
| 2021 | 1.182      |

## Kletterzentrum
Die Sektion betreibt das DAV-Kletterzentrum Roth. Es handelt sich um eine Kletterwand in einer Schulturnhalle des Nachbarortes Pfaffenhofen. Sie wurde 1996 eingerichtet.